# Espaço hiperbólico
Em matemática, um espaço hiperbólico é um espaço homogêneo que possui uma curvatura negativa constante, onde neste caso a curvatura é a curvatura seccional. É uma geometria hiperbólica em mais de 2 dimensões e distingue-se dos espaços euclidianos com curvatura zero que definem a geometria euclidiana e a geometria elíptica que possui uma curvatura positiva constante.
Quando incorporado a um espaço euclidiano (de maior dimensão), todo ponto de um espaço hiperbólico é um ponto de sela. Outra propriedade distintiva é a quantidade de espaço coberto pela bola n no espaço n hiperbólico: aumenta exponencialmente em relação ao raio da bola para raios grandes, em vez de polinomialmente.

## Definição formal
N-espaço hiperbólico, denotado Hn, é o máximo simétrico, simplesmente conectado, variedade Riemanniana n-dimensional com uma curvatura seccional negativa constante. O espaço hiperbólico é um espaço que exibe geometria hiperbólica. É o análogo da curvatura negativa da n-esfera.  Embora o espaço hiperbólico Hn é difeomórfico para Rn, sua métrica de curvatura negativa fornece propriedades geométricas muito diferentes.
O espaço bidimensional hiperbólico,H2, também é chamado de plano hiperbólico.